# Октябрський (Аромашевський район)
Октя́брський (рос. Октябрьский) — селище у складі Аромашевського району Тюменської області, Росія.
Населення — 33 особи (2010, 73 у 2002).
Національний склад станом на 2002 рік:
- росіяни — 99 %